# Цара-де-Сус
Цара-де-Сус (також Верхня або Північна Молдова, рум. Ţara de Sus; в букв. перекладі: «верхня країна») — одна з трьох культурно-географічних частин Молдовського князівства. Займало його північну частину.              Адміністративно-територіальний поділ
У свою чергу Верхня Молдова поділялася на 7 повітів (у слов. джерелах вони називалися держава; в молдовських — цинут) :
- Хотинська земля (центр Хотин )
- Дорохойська земля (центр - Дорохой )
- Хирлевська земля (центр в Хирлеу ).
- Чернівецька земля (центр в Чернівцях )
- Сучавська земля з центром у місті Сучава (раніше це місто було столицею Молдовського князівства).
- Нямцька земля (центр в місті Нямц )
- Бакеуська земля (центр в місті Бакеу )
- Довгопільський вільний окіл(центр в Довгопіллі Кимпулунг-Молдовенеск)

В цілому у Верхній Молдавії переважало слов'янське населення (русини-українці), яке заселяло ці землі ще до утворення Молдовського князівства, та становило 50% його жителів, хоча в цілому по князівству його частка становила близько 30%. Молдавани переважали в менш густонаселених Нямцькому, Хирлевському і Бакеуському  повітах. Число русинів-українців постійно зростало за рахунок православних біженців з більш північних земель, які захопила Польща . Сюди ж, втім, прибували і романомовні волохи з Угорщини.

## Див.також

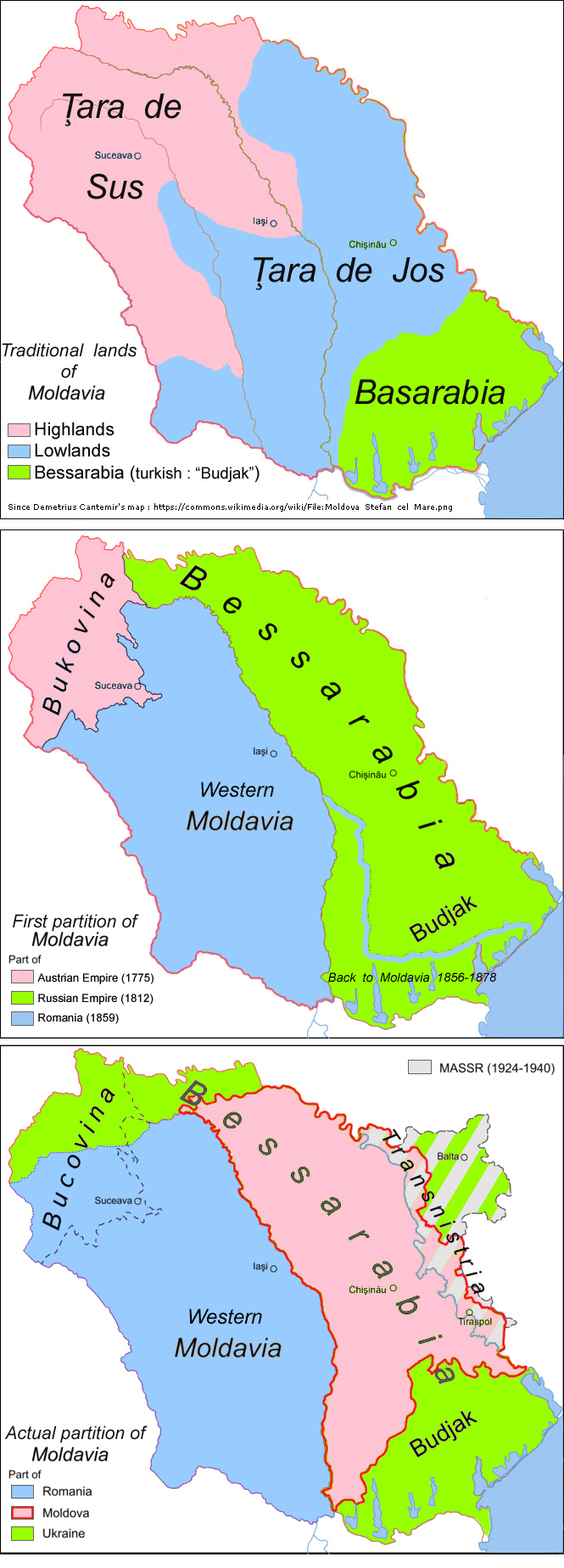
Молдавія протягом століть.

- Цара-де-Жос